# Seafox
Seafox — автономный подводный аппарат, разработанный немецкой компанией «Atlas Elektronik» (в серийном производстве с 1998, боекомплект на кораблях ВМС Швеции составлял, например, 10 «обследовательских» Seafox I и 25 «боевых» SeaFox C).

## Характеристики
Масса аппарата 40 кг, длина составляет 1300 мм. Аппарат имеет скорость хода 6 узлов и дальность действия более 500 м.
Инспекционная версия Seafox-I оборудована сонаром, бортовой видеокамерой и прожектором.
Ударная версия Seafox-С оснащена боевой частью весом 1,4 кг, бортовой видеокамерой и прожектором. После получения подтверждения идентификации обнаруженного объекта как морской мины, оператор противоминного комплекса уничтожает мину вместе с аппаратом. Существует возможность использования этого аппарата с вертолёта.

## Стоимость боевой модификации ТНПА
Уничтожитель мин, (по ценам конца 2000-х гг.) стоил порядка 10 тыс. долл. США (при стоимости современной западной донной мины порядка 20 тыс. долл. США).